# Atopognathus hirsuta
Atopognathus hirsuta är en tvåvingeart som beskrevs av Friedrich Georg Hendel 1914. Atopognathus hirsuta ingår i släktet Atopognathus och familjen bredmunsflugor. Inga underarter finns listade i Catalogue of Life.